# Virtus CiseranoBergamo 1909
Virtus CiseranoBergamo 1909 (wł. Società Sportiva Dilettantistica Virtus CiseranoBergamo 1909) – włoski klub piłkarski, mający siedzibę w mieście Ciserano, w północnej części kraju, grający od sezonu 2015/16 w rozgrywkach Serie D.

## Historia
Chronologia nazw:
- 1909: Foot-Ball Club Alzano
- 1931: Unione Sportiva Alzano
- 1936: Dopolavoro P.Poli Sezione Calcio
- 1937: Dopolavoro Aziendale Cartiere Pigna
- 1945: Football Club Alzano
- 1973: do klubu dołączył Sporting Club 63
- 1993: Alzano 1909 Virescit Football Club S.r.l. – po fuzji z Centro Giovanile Virescit Boccaleone
- 2003: klub rozwiązano
- 2004: Football Club Alzano 1909
- 2007: Football Club AlzanoCene 1909 S.r.l. – po fuzji z Ardens Cene
- 2015: Associazione Sportiva Dilettantistica Virtus Bergamo 1909 S.r.l. – po fuzji z SSD Aurora Seriate Calcio
- 2019: Società Sportiva Dilettantistica Virtus CiseranoBergamo 1909 S.r.l. – po fuzji z USD Ciserano

Klub sportowy FBC Alzano został założony w miejscowości Alzano Lombardo 25 lipca 1909 roku. W 1910 dołączył do FIGC. Początkowo zespół rozgrywał mecze towarzyskie. Dopiero po zakończeniu I wojny światowej klub w sezonie 1921/22 debiutował w rozgrywkach Terza Categoria Lombardia (D3). Przed rozpoczęciem sezonu 1922/23 ze względu na kompromis Colombo dotyczący restrukturyzacji mistrzostw, klub został zakwalifikowany do Terza Divisione Lombardia (D3). Po zakończeniu sezonu 1925/26 klub zrezygnował z dalszych rozgrywek. W sezonie 1927/28 ponownie startował w Terza Divisione Lombardia, która po wprowadzeniu w 1926 roku Divisione Nazionale została zdegradowana do czwartego poziomu. Ale potem klub znów zawiesił działalność. W 1931 wznowił działalność i z nazwą US Alzano startował w regionalnych mistrzostwach, organizowanych przez ULIC. Od 1932 roku, po wygraniu mistrzostw Bergamo, ponownie występował w Terza Divisione Lombardia. Od 1934 do 1936 znów nie brał udziału w żadnych mistrzostwach. W 1936 klub przyjął nazwę Dopolavoro P.Poli Sezione Calcio i potem grał w rozgrywkach lokalnych. W 1937 zmienił nazwę na Dopolavoro Aziendale Cartiere Pigna i startował w Seconda Divisione Lombardia (D5). W 1938 awansował do Prima Categoria Lombardia. Po dwóch sezonach klub znów zrezygnował z dalszych występów.
Po zakończeniu II wojny światowej, klub wznowił działalność w 1945 roku i z nazwą FC Alzano został zakwalifikowany do Prima Divisione Lombardia. W 1946 klub awansował do Serie C. W 1947 spadł z powrotem do Prima Divisione Lombardia. W 1948 roku w wyniku reorganizacji systemu lig został zdegradowany do Seconda Divisione Bergamo, ale po roku wrócił do Prima Divisione Lombardia. W 1952 po kolejnej reorganizacji systemu lig poziom Prima Divisione Lombardia spadł do szóstego stopnia. W 1959 Prima Categoria Lombardia wróciła na piąty poziom. W 1964 został zdegradowany do Seconda Categoria Lombardia, a w 1965 do Terza Categoria Bergamo. W 1970 awansował do Seconda Categoria Lombardia. W 1973 połączył się z Sporting Club 63 i uzyskał tytuł sportowy, dzięki czemu w sezonie 1973/74 startował w Prima Categoria Lombardia. Przed rozpoczęciem sezonu 1978/79 Serie C została podzielona na dwie dywizje: Serie C1 i Serie C2, wskutek czego klub został zakwalifikowany do Seconda Categoria Lombardia. W 1983 roku klub spadł do Terza Categoria Bergamo. W 1984 otrzymał promocję do Seconda Categoria Lombardia, a w 1985 do Prima Categoria Lombardia. W 1987 na rok znów został zdegradowany do Seconda Categoria Lombardia. W 1990 awansował do Promozione Lombardia (D7), a w 1991 do Eccellenza Lombardia. W 1993 klub połączył się z Centro Giovanile Virescit Boccaleone, przekształcając się w Alzano 1909 Virescit FC i startując w sezonie 1993/94 w Campionato Nazionale Dilettanti. W 1995 został promowany do Serie C2, a w 1996 do Serie C1. W 1999 klub zdobył awans do Serie B, ale po roku spadł z powrotem do Serie C1. W sezonie 2002/03 zajął 17.miejsce w grupie A Serie C1 i został zdegradowany do Serie C2, ale potem klub zrezygnował z dalszych występów i został rozwiązany z powodu trudności finansowych.
W 2004 roku klub został reaktywowany z nazwą FC Alzano 1909 i startował w Prima Categoria Lombardia (D8). W 2007 roku po fuzji z Ardens Cene klub zmienił nazwę na FC AlzanoCene 1909, uzyskując jego tytuł sportowy i miejsce w rozgrywkach Eccellenza Lombardia. W następnym 2008 roku zdobył promocję do Serie D, a w 2014 znów spadł do Eccellenza Lombardia. Przed rozpoczęciem sezonu 2014/15 wprowadzono reformę systemy lig, wskutek czego Eccellenza awansowała na piąty poziom. W sezonie 2014/15 zwyciężył w grupie B Eccellenza Lombardia i awansował do Serie D. W 2015 odbyła się fuzja z SSD Aurora Seriate Calcio z podmiejskiej miejscowości Seriate, po czym nazwa klubu została zmieniona na ASD Virtus Bergamo 1909. W 2019 roku po fuzji z USD Ciserano klub przyjął nazwę SSD Virtus CiseranoBergamo 1909 i przeniósł swoją siedzibę do Ciserano.

## Barwy klubowe, strój
|  |  |

Klub ma barwy czerwono-niebieskie. Zawodnicy domowe spotkania zazwyczaj grają w białych koszulkach, białych spodenkach oraz białych getrach.

## Sukcesy

### Trofea międzynarodowe
Nie uczestniczył w rozgrywkach europejskich (stan na 31-05-2020).

### Trofea krajowe
| \| \| Zdobyte trofea w rozgrywkach Włoch (stan na: 31-08-2020) \| |                                                          |      |           |
| Rozgrywki                                                         | Osiągnięcie                                              | Razy | Sezon(y)  |
| · Mistrzostwo                                                     | I miejsce                                                | 0    |           |
| · Mistrzostwo                                                     | II miejsce                                               | 0    |           |
| · Mistrzostwo                                                     | III miejsce                                              | 0    |           |
| · Puchar                                                          | zdobywca                                                 | 0    |           |
| · Puchar                                                          | finalista                                                | 0    |           |
| · Puchar                                                          | 1/32 finału                                              | 1    | 1998/99   |
| II liga                                                           | I miejsce                                                | 0    |           |
| II liga                                                           | II miejsce                                               | 0    |           |
| II liga                                                           | III miejsce                                              | 0    |           |
| II liga                                                           | 18.miejsce                                               | 1    | 1999/2000 |
| Włochy                                                            | Zdobyte trofea w rozgrywkach Włoch (stan na: 31-08-2020) |      |           |

- Terza Divisione/Serie C1 (D3):
  - mistrz (1x): 1998/99 (A)
  - wicemistrz (2x): 1921/22 (A Lombardia), 1925/26 (F Lombardia)
  - 3.miejsce (2x): 1923/24 (F Lombardia), 1997/98 (A)

### Inne trofea
- Puchar Serie C w piłce nożnej:
  - zdobywca (1x): 1997/98

## Piłkarze, trenerzy, prezydenci i właściciele klubu

### Prezydenci
- 1922–1926:  Giuseppe Chiesa

...
- od 2019:  Chiara Foglieni

## Struktura klubu

### Stadion
Klub piłkarski rozgrywa swoje mecze domowe na Stadio Carlo Rossoni w mieście Ciserano o pojemności 900 widzów. Wcześniej w latach 1909-2019 grał na Stadio Carillo Pesenti Pigna w Alzano Lombardo (do 1986 był to Campo Sportiva Cartiera Pigna).

### Derby
- Atalanta BC
- Calcio Lecco 1912